# Luci
Luci là một biến thể tên phụ nữ trong tiếng Anh của Lucy và một họ Ý có nguồn gốc từ tên cá nhân trong tiếng Latinh Lucius (từ Lux trong tiếng Latinh, Genitive Lucis, có nghĩa là "ánh sáng"). Luci cũng là một họ của người Norman cổ đại có nguồn gốc từ làng Lucé (Normandy, Pháp) đến Anh sau Cuộc chinh phạt Norman, bắt nguồn từ nhiều họ tiếng Anh khác nhau: Luce, Lucy, Lucey. Các cách viết thay thế và tên liên quan là: Lucia, Lucie, Lucile, Lucien, Lucey, Lucci, Luce, Lucy, Luzi.
Luci có thể là:

## Nhân vật

### Tên
- Luci Baines Johnson (sinh năm 1947), con gái nhỏ của Tổng thống Hoa Kỳ Lyndon Johnson
- Luci Christian (sinh năm 1973), nữ diễn viên lồng tiếng người Mỹ làm việc chi ADV Films và FUNimation
- Luci Pollreis, dân ngoại công chính người Áo
- Luci Romberg, nữ diễn viên đóng thế người Mỹ
- Luci Shaw (sinh năm 1928), nhà thơ người Anh sống ở Hoa Kỳ
- Luci Tapahonso (sinh năm 1953), nhà thơ người Mỹ
- Luci Van Org, đồng sáng lập Lucilectric, một bộ đôi nhạc pop / rock người Đức
- Luci Victoria (sinh năm 1982), người mẫu kiêm diễn viên người Anh

### Họ
- de Luci, gia tộc Anglo-Norman
- Andrea Luci (sinh năm 1985), cầu thủ bóng đá người Ý
- Anthony de Luci (1283–1343), Chánh án Tòa án Ireland năm 1331
- Cassandra Luci (1785–1863), Công chúa Ý Poniatowski
- Giovanni Luci (Johannes Lucius; 1604-1679), sử gia Dalmatian
- Godfrey de Luci (mất năm 1204), giám mục Norman của Winchester
- Luciano Luci (sinh năm 1949), trọng tài người Ý
- Luzio Luzi (thế kỷ 16), họa sĩ người Ý cuối thời kỳ Phục hưng
- Mari-Luci Jaramillo (1928–2019), đại sứ Hoa Kỳ gốc Hoa Kỳ tại Honduras
- Richard de Luci (1089–1179), nam tước Norman, cảnh sát trưởng Essex và Cảnh sát trưởng của Anh
- Walter de Luci (1103 hoặc 1091 - 1171), nhà sư Norman, trụ trì Battle Abbey